# Yurek Bogayevicz
Yurek Bogayevicz, nascut Jerzy Bogajewicz, (Poznań, 2 de juny de 1949) és un director, guionista, actor i productor de cinema polonès.

## Filmografia

### Director
- Anna (1987)
- Tres de cors (Three of Hearts), (1993)
- Sortida prohibida (Exit in red), (1996)
- Fills d'un mateix déu (Edges of the Lord), (2001)
- Kasia i Tomek (sèrie de TV, 2002–2003)
- Camera Café (sèrie de TV, 2004)
- Niania (sèrie de TV, 2005–2006)
- Stacja (sèrie de TV, 2010)

### Productor
- Anna (1987)

### Guionista
- Anna (1987)
- Fills d'un mateix déu (Edges of the Lord), (2001)

### Actor
- Pies (1973)
- Pozwólcie nam do woli fruwać nad ogrodem (1974)
- Polskie drogi (1976)
- Pora na czarownice (1993)
- Kasia i Tomek (2002-2003)